# Малків
Малків (пол. Małków) — село в гміні Мірче Грубешівського повіту Люблінського воєводства. Населення — 208 осіб (2011).

## Історія
За королівською люстрацією 1589 р. Малків — село округи Крилів Белзького повіту Белзького воєводства у володінні Мендзижечка налічувалось 8 і 1/4 ланів оброблюваної землі, 4 загородників, 1 ремісник, 6 коморники з тягловою худобою, 7 коморників без худоби і 2 вільні ділянки.
У 1620 р. в селі вже була греко-католицька Стрітенська церква, яка належала до парафії в Шиховичах, а пізніше була парафільною Холмської єпархії і яку в 1875 р. відібрала російська влада і віддала Російській православній церкві, поміняла внутрішнє облаштування і перейменувала на церкву Архангела Михаїла.
За даними етнографічної експедиції 1869—1870 років під керівництвом Павла Чубинського, у селі проживали греко-католики, які розмовляли українською мовою.
За переписом 1905 р. у Крилові було 145 будинків і 776 мешканців (580 православних, 181 римо-католик і 15 юдеїв). У 1905—1908 рр. за указом царя ті греко-католики, які відмовлялися належати до Російської православної церкви, через заборону греко-католицької церкви перейшли до римо-католицької і стали латинниками, у Малкові їх налічувалось 33 особи. У 1907 р. українська громада збудувала другу дерев'яну церкву — св. Духа, стару ж використовували як каплицю при цвинтарі. У 1915 р. більшість українців були вивезені перед наступом німецьких військ в околиці Саратова, звідки повертались уже після закінчення війни. Поляки після окупації Холмщини в 1919 р. закрили церкву св. Духа.
У 1921 р. польський перепис нарахував 128 будинків і 725 жителів, з них 438 православних, 266 римо-католиків і 21 юдей. Далі поляки населяли околиці польськими колоністами і з села виділилися в окремі села присілки Малків Новий і Малків-Колонія (1924).
Польська влада з метою асиміляції українців 14 липня 1938 р. зруйнувала обидві церкви. Для зруйнування церкви привезли польську бригаду під охороною 40 поліцаїв, побоями розігнали селян, які у відповідь кидали камінням і потрощили машину, та все ж за дві години церкви були зруйновані зі знищенням усього внутрішнього облаштування. Під час Другої світової війни українці відбудували невеличку церкву, але в 1944 р. поляки її спалили. Енколпіон зі зруйнованої церкви Малкова (реліквія з першої половини XIII ст.) був викуплений на базарі варшавським колекціонером і переданий до музею в Замості.
14 лютого 1944 р. польські шовіністи з Батальйонів хлопських під командуванням уродженця Малкова майора Станіслава Басая здійснили напад на село з убивствами українців.
У 1975—1998 роках село належало до Замойського воєводства.

## Населення
Демографічна структура станом на 31 березня 2011 року:
|          | Загалом | Допрацездатний вік | Працездатний вік | Постпрацездатний вік |
| -------- | ------- | ------------------ | ---------------- | -------------------- |
| Чоловіки | 110     | 28                 | 68               | 14                   |
| Жінки    | 98      | 23                 | 45               | 30                   |
| Разом    | 208     | 51                 | 113              | 44                   |